# トレーニング デイ
『トレーニング デイ』（原題：Training Day）は、アントワーン・フークア監督、デヴィッド・エアー脚本による2001年に公開されたアメリカの犯罪スリラー映画。
2人のロサンゼルス市警麻薬取締官がギャングがはびこる地区で24時間にわたって追跡される新人刑事の一日、トレーニングデイ（訓練日）を描いたサスペンスアクション。デンゼル・ワシントンが本格的な悪役を演じて話題となり、黒人俳優で２番目となるアカデミー主演男優賞を受賞した。

## 概要
ベテラン刑事と新人刑事の組み合わせというバディムービーにありがちな設定だが、本作は二人が対立を乗り越えて仲良くなるようなことはなく、むしろ対立が決定的決裂に至る点でバディムービーとは全く異なっている。善良な人物役が多いデンゼル・ワシントンが悪役に徹底したことでも話題になった。また作中ではロスのストリートギャングの縄張りが重要な場所となるが、撮影は本物のギャングの協力を得て実際の縄張りで行っており、ロサンゼルスのストリートが現実的に再現されている。

## あらすじ
ロス市警(LAPD)のパトロール警官だったジェイクは念願叶って刑事に昇進し、麻薬取締課に配属された。意気込みに溢れる初出勤の朝に、指導教官のベテラン捜査官アロンゾによって、署ではなくカフェに呼び出されるジェイク。アロンゾは「訓練日(トレーニング・デイ)」と称してジェイクを車で連れ回したが、その素行は悪徳警官そのものだった。
アロンゾに無理やり麻薬を吸わされ、署に知られて免職になることを恐れ、従うしかないジェイク。「悪を倒すには悪になる必要がある」が持論のアロンゾは、ジェイクを連れて捜査令状もないまま麻薬の売人の家に踏み込み、金を持ち逃げした。アロンゾの愛人と息子は、凶悪な無法者たちの住む地域で生活していたが、住人たちは悪徳警官であるアロンゾを恐れ、手出しをしなかった。
実はアロンゾは先週末にラスベガスに旅行し、現地のロシアン・マフィアの幹部と揉めて殺していた。今日の深夜12時までに100万ドルを支払わなければ、アロンゾはマフィアの殺し屋に消されるのだ。金を手に入れるために凶悪な部下たちとジェイクを連れて、大物の麻薬の売人ロジャーの家に踏み込むアロンゾ。ロジャーはアロンゾの長年に渡る情報屋でもあり、床下に大金を隠し持っていた。銃撃戦があったと見せかけてロジャーを射殺し、床下の金を奪って100万ドルを着服したアロンゾは、残りを駆けつけた警官隊に押収物として引き渡した。
ロジャーを射殺したのはジェイクだと口裏を合わせるアロンゾと部下たち。警官隊にロジャー殺しの真相を話せないジェイクを、アロンゾはギャングの巣窟に連れ込み、置き去りにした。金で雇われ、ジェイクを殺そうとするギャングたち。だが、ギャングの一人が、自分の14才の従妹をレイプ犯から救った警官がジェイクだと気づき、ジェイクを解放する。
アロンゾの愛人宅に侵入し、汚職の証拠品である100万ドルを奪おうとするジェイク。屋外まで出て殴り合う二人を取り囲む近隣の凶悪な住人たち。横暴なアロンゾを憎んでいる住人たちは、ジェイクを立ち去らせた。その後、アロンゾは高飛びしようと車でロサンゼルス空港に向かうが、その道中でマフィアの殺し屋たちに射殺された。ジェイクは無事に家に帰り着き、過酷なトレーニング・デイは終った。

## キャスト
| 役名                   | 俳優                                 | 日本語吹替 |
| ---------------------- | ------------------------------------ | ---------- |
| アロンゾ・ハリス刑事   | デンゼル・ワシントン                 | 手塚秀彰   |
| ジェイク・ホイト巡査   | イーサン・ホーク                     | 辻谷耕史   |
| ロジャー               | スコット・グレン                     | 仲野裕     |
| スタン・ガースキー検事 | トム・ベレンジャー                   | 小山武宏   |
| ダグ・ロッセリ刑事     | ハリス・ユーリン                     | 沢木郁也   |
| ルー・ジェイコブズ警部 | レイモンド・J・バリー                | 廣田行生   |
| スマイリー             | クリフ・カーティス                   | 家中宏     |
| ブルー                 | スヌープ・ドッグ                     | 麻生智久   |
| サンドマンの妻         | メイシー・グレイ                     |            |
| リサ・ホイト           | シャーロット・アヤナ                 | 重松朋     |
| サラ                   | エヴァ・メンデス                     | 浅野まゆみ |
| ポール刑事             | ドクター・ドレー                     | 斉藤瑞樹   |
| ティム刑事             | ニック・チンランド                   | 後藤哲夫   |
| マーク刑事             | ジェイミー・P・ゴメス                | 北沢洋     |
| ジェフ刑事             | ピーター・グリーン（クレジットなし） | 飛田展男   |
| スニッパー             | レイモンド・クルス                   | 永野広一   |
| モレノ                 | ノエル・グーリーエミー               | 梁田清之   |
| レティ                 | サマンサ・エステバン                 | 本田貴子   |
| ボーン                 | クリー・シャヒード・スローン         |            |
| ディミトリ             | デンゼル・ウィテカー                 | 本田貴子   |
| ヤク中#1               | ガーランド・ホワイト                 | 檜山修之   |
| ヤク中#2               | ウィル・フォスター・スチュワート     | 永野広一   |
| ロシアン・マフィア     | デヴィッド・エアー                   |            |
| 役不明又はその他       | N/A                                  | 遠近孝一   |

## スタッフ
- 監督：アントワーン・フークア
- 製作：ロバート・F・ニューマイヤー（英語版）、ジェフリー・シルヴァー
- 製作総指揮：ブルース・バーマン、デイヴィス・グッゲンハイム
- 脚本：デヴィッド・エアー
- 撮影：マウロ・フィオーレ
- 編集：コンラッド・バフ
- 音楽：マーク・マンシーナ

### 日本語版制作スタッフ
- 日本語吹替プロデューサー：尾谷アイコ（ワーナー・ホーム・ビデオ）
- 日本語吹替演出：岩浪美和
- 日本語字幕翻訳：林完治
- 日本語吹替翻訳：久保喜昭
- 日本語吹替調整：内田直継
- 日本語吹替録音：星野賢爾
- 日本語吹替制作担当：相原正之（HALF H・P STUDIO）
- 日本語吹替制作：ワーナー・ホーム・ビデオ、HALF H・P STUDIO

## 音楽
サウンドトラックアルバムは、主にヒップホップミュージックが収録されており、2001年9月11日にリリースされた。

## 制作
本作の脚本執筆時より後に、LAPDの捜査部隊「CRASH」における汚職事件が発覚した（ランパート・スキャンダル）。監督は、この事件が映画の製作を推し進めるきっかけとなったと語っている。デンゼル・ワシントンは、事件の中心人物であったラファエル・ペレス巡査を演技の参考にした。ペレスは、押収されたコカインの窃盗・転売など、数多くの犯罪に関与していた。

## 評価
レビュー・アグリゲーターのRotten Tomatoesでは162件のレビューで支持率は73%、平均点は6.50/10となった。Metacriticでは35件のレビューを基に加重平均値が69/100となった。